# Варко-Сабіно
Варко-Сабіно (італ. Varco Sabino) — муніципалітет в Італії, у регіоні Лаціо,  провінція Рієті.
Варко-Сабіно розташоване на відстані близько 60 км на північний схід від Рима, 23 км на південний схід від Рієті.
Населення — 197 осіб (2014).
Щорічний фестиваль відбувається 8 травня. Покровитель — святий Михайло.

## Демографія
Населення за роками:

Станом на 1 січня 2023 року в муніципалітеті офіційно проживало 27 іноземців з 7 країн, серед них 7 громадян країн Євросоюзу.

## Сусідні муніципалітети
- Аскреа
- Кастель-ді-Тора
- Кончерв'яно
- Марчетеллі
- Паганіко-Сабіно
- Пескорокк'яно
- Петрелла-Сальто
- Рокка-Сінібальда